# 蒙蒂尼朗格兰
蒙蒂尼朗格兰（法語：Montigny-Lengrain，法語發音：[mɔ̃tiɲi lɑ̃ɡʁɛ̃]）是法国上法蘭西大區埃纳省的一个市镇，属于苏瓦松区。

## 地理
蒙蒂尼朗格兰（49°22'29"N, 3°5'40"E）面积11.38 平方千米，位于法国上法蘭西大區埃纳省，该省份为法国北部内陆省份，北起北部省，西接索姆省和瓦兹省，东临阿登省和马恩省，西南至塞纳-马恩省，东北部与比利时接壤。
与蒙蒂尼朗格兰接壤的市镇（或旧市镇、城区）包括：昂布勒尼、拉韦尔西讷、莫特方丹、勒松勒隆、圣邦德里、埃纳河畔维克、比特里、库尔雪、欧特方丹。

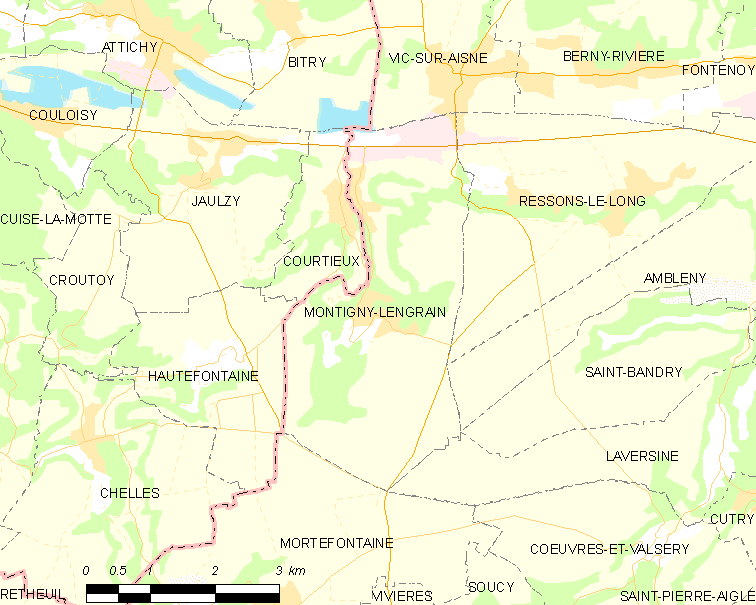
蒙蒂尼朗格兰的OSM定位图

蒙蒂尼朗格兰的时区为UTC+01:00、UTC+02:00（夏令时）。

## 行政
蒙蒂尼朗格兰的邮政编码为02290，INSEE市镇编码为02514。

## 政治
蒙蒂尼朗格兰所属的省级选区为埃纳河畔维克县。

## 人口

1962-2008年间蒙蒂尼朗格兰人口变化图示

蒙蒂尼朗格兰于2022年1月1日时的人口数量为684人。